# Джеймс Джемерсон
Джеймс Лі Джемерсон (анг.James Lee Jamerson) (29 січня 1936 р. — 2 серпня 1983 р.) був американським бас-гітаристом. Будучи сесійним музикантом та граючи на бас-гітарі або контрабасі майже на всіх хітах американської звукозаписуючої компанії Мотаун Рекордз (анг.Motown Records) у 60-ті та на початку 70-х років, Джеймс Джемерсон, однак, не був вказаний у титрах (як і всі інші сесійні музиканти цієї студії), вперше з'явившись у титрах лише у 1971-му році, на альбомі Марвіна Гея (анг.Marvin Gaye) «What's Going On». Зараз вважається одним з найбільш впливовіших бас-гітаристів в історії сучасної музики. Вшанований у Залі Слави Рок-н-Ролу (анг.Rock and Roll Hall of Fame) у 2000-му. Він грав на 30-ти поп хітах № 1, що є абсолютним рекордом серед музикантів або гуртів у історії музики, та більш як на 70-ти хітах № 1 у стилі Ритм-н-Блюз, що також є абсолютним рекордом.

### Біографія
Народжений у Едісто Айленд (анг.Edisto Island) поблизу Чарьстона (анг.Charleston), Південна Кароліна (анг.South Carolina), США, Джемерсон переїхав разом із своєю матусею у Детройт (анг.Detroit), шт.Мічиган (анг.Michigan) у 1954-му. Він навчався грі на контрабасі у школі Northwestern High School, та незабаром почав грати у місцевих блюзових та джазових клубах.

### Роки у Мотауні
Джемерсон продовжував грати у детройтських клубах після випуску зі школи, та його стрімко зростаюча репутація дозволила йому записуватись, як сесійному музиканту, у місцевих студіях звукозапису. Розпочавши у 1959-му, він знайшов постійну роботу на студії Беррі Ґорді (анг.Berry Gordy) Hitsville U.S.A., домівці записуючого лейблу Мотаун (анг. Motown). Саме тут він став постійним учасником осереддя сесійних музикантів, що неофіційно називали себе Фанкові Браття (анг.The Funk Brothers). Ця невеличка, згуртована група музикантів виконувала левову частку записів Мотауну протягом більшої частини 60-х років. Ранні записи Джемерсона виконувалися на контрабасі, але на початку 60-х років він переключився на бас гітару, граючи на моделі Fender Precision Bass.
Так само як і Джемерсон, більшу частину інших Фанкових Браттів, складали джазові музиканти, що були найняті на роботу Горді. Протягом багатьох років, вони підтримували типовий розклад, записуючись вдень на Мотауні у маленькому гаражі, що звався «Студія А», (яку вони між собою називали «зміїна яма»), та потім граючи у джазових клубах увечері та вночі. Також вони іноді гастролювали Штатами із артистами Мотауну. Однак політика компанії була такою, що імена Фанкових Браттів не з'являлися у титрах до синглів та альбомів, та зарплатня, яку вони отримували, була значно нижчою за платню артистів лейблу. Зрештою Джемерсон був найнятий на фіксовану зарплатню, що становила 1000$ на тиждень, що дозволило йому та його сім'ї, що постійно розширювалася, почуватися доволі комфортно.
Дискографія Джемерсона на Мотауні читається, як каталог соул хітів 60-х та 70-х років. Його роботи включають у себе такі хіти Мотауну, як «Shotgun» у виконанні Jr. Walker & the All Stars, «For Once in My Life», «I Was Made To Love Her» у виконанні Стіві Вандера (анг.Stevie Wonder), «Going to a Go-Go» у виконанні The Miracles, «My Girl» у виконанні The Temptations, «Dancing in the Street» у виконанні Martha and the Vandellas, «I Heard It Through the Grapevine» у виконанні Gladys Knight and the Pips, та пізніше у виконанні Марвіна Гея, та більшу частину альбому What's Going On у виконанні Марвіна Гея, «Reach Out I'll Be There» та «Bernadette» у виконанні Four Tops, «You Can't Hurry Love» у виконанні The Supremes, «Ain't No Mountain High Enough» у виконанні Марвіна Гея та Теммі Тірелл (анг.Tammi Terrell) а пізніше у виконанні Даяни Росс та багато інших. Вважається, що він грав на близько як 95 % записах Мотауну між 1962-м та 1968-м роками. Зрештою він зіграв на 30-ти хітах № 1 у США, обійшовши за цим показником навіть гурт Бітлз (анг.The Beatles). У Ритм-н-Блюзових хіт-парадах біля 70-ти пісень за його участю дістались верхньої сходинки.

#### Стиль та вплив

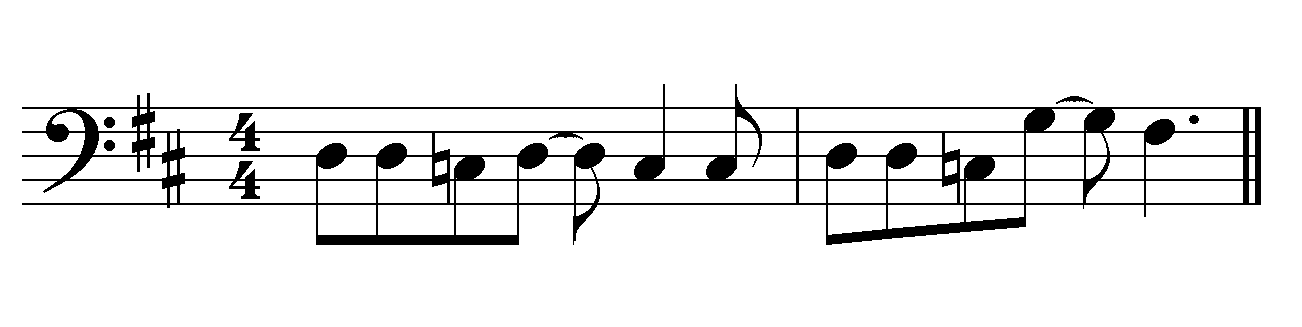
Bass line of the 1966 Temptations song Get Ready as played by James Jamerson

Вважається, що Джемерсон зіграв значну роль у збільшенні ролі басової партії у піснях популярної музики, що до того часу складалася переважно з основних тонів, квінт та простих шаблонів, що повторювались. Навпроти, більшість басових партій Джемерсона включали в себе хроматичні переходи, синкопу, приглушені ноти, обернення інтервалу, та часте використання відкритих струн. Також вважається, що його гра на басу була невід'ємною частиною «Звучання Мотауну» (анг."Motown Sound"). Він переходив межі стандартної «басової лінії» та створював дует разом зі співаком, мелодійний, але в той самий час дуже щільно прив'язаний до ритму, що задавався барабанами та перкусією. Із видатних бас-гітаристів, що визнавали вплив Джемерсона на власну гру, можна відмітити: Бернарда Одума (анг.Bernard Odum) з команди Джеймса Брауна, Бутсі Колінза (анг.Bootsy Collins), Абрагама Лаборієл (анг.Abraham Laboriel), Піно Палладіно (анг.Pino Palladino), Аллана Горі (анг.Alan Gorrie), Ріка Данко (анг.Rick Danko), Ентоні Джексона (анг.Anthony Jackson), Джека Брюса (анг.Jack Bruce), Джона Ентвістла (анг.John Entwistle), Бернарда Едвардса (анг.Bernard Edwards), Джейсона Ньюстеда (анг.Jason Newsted), Джако Пасторіуса (анг.Jaco Pastorius), Джона Патітуччі (анг.John Patitucci), Джона Пола Джонса (анг.John Paul Jones), Роберта ДеЛео (анг.Robert DeLeo), Майка Ватта (анг.Mike Watt), Біллі Шихана (анг.Billy Sheehan), Джоела Шипа (анг.Joel Shipp), Гедді Лі, Віктора Вутена (анг.Victor Wooten), Пола МакКартні (анг.Paul McCartney), Майка Міллза (анг. Mike Mills), Сюзі Кватро (анг.Suzi Quatro), Мета Новески (анг. Matt Noveskey), Томмі Шеннона (анг.Tommy Shannon), Метта Рубано (анг.Matt Rubano), Філіпа Чена (анг.Phillip Chen), Майкла «Флі» Белзері (анг.Michael «Flea» Balzary) з Ред Хот Чилі Пепперз (анг.Red Hot Chili Peppers) тощо.

### Кар'єра після Мотауну
Незабаром після того, як Мотаун перемістив свою штаб-квартиру до Лос-Анжелесу (анг. Angeles, California) у 1972-му році, Джемерсон також переїхав туди, однак у студії мав випадкову роботу, та його стосунки із Мотауном офіційно закінчилися у 1973-му. Він грав у таких хітах 70-х років, як «Rock the Boat» (Hues Corporation), «Boogie Fever» (The Sylvers), та «You Don't Have To Be A Star (To Be In My Show)» (Marilyn McCoo and Billy Davis, Jr.) та також грав у сольному альбомі Роберта Палмера (анг.Robert Palmer) 1975-го року «Pressure Drop». Проте, так як інші бас-гітаристи перейшли до використання сучасних на той час підсилювачів, струн із накруткою круглого перетину, та простіших, більш повторюваних басових партій у поєднанні із новою технікою гри, такою як слеп великим пальцем (анг.thumb slappin), стиль Джемерсона став непопулярним серед місцевих продюсерів, а навчатися цим новим речам для нього було геть не цікаво. Так, вже на початку 1980-х років він майже не міг знайти серйозну роботу у студії як сесійний музикант.

## Визнання
Джеймс Джемерсон (як і інші Фанкові Браття) отримав невелике визнання під час свого життя. Фактично, він був взагалі невідомим до 1971-го року, доки його ім'я вперше не було представлено, як «незрівнянний Джеймс Джемерсон», на обкладинці диску Марвіна Гея «What's Going On».
Джемерсон є героєм книги 1989-го року, написаної Алланом Слуцкі (анг.Allan Slutsky, ще відомого, як «Dr. Licks»), що звалася «Стоячи у тінях Мотауна» (анг. Standing in the Shadows of Motown) (тут має місце гра слів, так як один з хітів Мотауну, на якому грали Фанкові Браття, звався «Стоячи у тінях любові» (анг."Standing in the Shadows of Love)). Книга включає в себе біографію Джемерсона, пару дюжин транскрипцій його басових партій, та два CD-диски, на яких 26 всесвітньо відомих професійних бас-гітаристів (таких, як Маркус Міллер (анг.Marcus Miller), Чак Рейні (анг.Chuck Rainey), Піно Палладіно, Джон Ентвістл, Джона Патітуччі та інші) розповідають про гру Джемерсона та грають дані транскрипції. Історія Джемерсона також була розказана у однойменному до книги документальному фільмі 2002-го.
У 2000-му році Джемерсона було внесено до «Залу Слави Рок-н-Ролу», при цьому вперше так виского було вшановано сесійного музиканта.
У 2004-му році Фанкових Браттів було нагороджено «Премією Греммі за Життєві Досягнення» (анг.Grammy Lifetime Achievement Award).
У 2009-му році Джемерсона було внесено до «Залу Слави Фендер» (анг.Fender Hall of Fame).

## Обладнання Джемерсона
Джеймс Джемерсон використовував німецький контрабас, який він купив, ще будучи підлітком, та на якому грав на таких Мотаунівських хітах, як «My Guy» у виконанні Мері Веллс (анг.Mary Wells) та «(Love Is Like a) Heat Wave» у виконанні Martha and the Vandellas.
Джемерсон в основному грав на електричній бас-гітарі «Fender Precision Bass», але також відомо, що подекуди він використовував п'ятиструнний «Fender Bass V» та вісьмиструнний «Hagström 8-string» бас у пізніші роки своєї кар'єри.
Його першим електричним басом був 1957 Fender Precision Bass, пофарбований у чорний колір, із позолоченою захисною накладкою на корпус, кленовим грифом, та що мав кличку «Чорна Красуня» (анг."Black Beauty"). Цей бас був подарунком його товариша, бас-гітариста Хореса «Чилі» Рута (анг. Horace «Chili» Ruth). У 1960-х роках цей бас було вкрадено.
Після цієї крадіжки, він придбав стоковий 1962 Fender Precision Bass, якого було прозвано, як «Фанк Машина» (анг. The Funk Machine). Він був пофарбований у трикольоровий опал сонця (анг.sunburst), із накладкою на корпус, що мала візерунок панцира черепахи (анг. tortoise-shell), полісандровою накладкою на гриф та хромованими кришками на звукознімачах та струнотримачі (остання містила у собі кусок звукоізоляційного матеріалу, для того, щоб загасити сустейн та деякі обертони). Із зворотного боку гітари, він написав шариковою ручкою слово «ФАНК» (анг.FUNK). Звичайно він виставляв її ручки гучності та тону та максимум. Цей інструмент також було вкрадено за декілька днів до його смерті у 1983-му році. Інструмент досі не знайдено.
Джеймс Джемерсон використовував струни «La Bella heavy-gauge (.052-.110)» із накруткою прямокутного перетину (анг.flatwound), які ніколи не міняв, за виключенням виходу струн з ладу. Він особливо не піклувався про інструмент, та казав: «Мотлох підтримує фанк» (анг."The junk keeps the funk"), та можливо, що гриф взагалі було перетянуто, так як багато хто казав, що на гітарі неможливо грати. В той час, як перетягування грифу ускладнює затискання струн, Джемерсон вважав, що це покращує якість тону. У ранні 70-ті продюсер намагався осучаснити звучання Джемерсона, попрохавши його перейти на струни із накруткою круглого перетину (анг.rounwound), які звучать світліше. Джемерсон ввічливо відмовився.
Один з аспектів, що перейшли до гри Джемерсона від контрабаса до бас-гітари, це те, що він, в основному, використовував лише вказівний палець для защипування струн, у той час, як його середній та підмізинний пальці відпочивали на хромованій кришці над звукознімачами. Вказівний палець Джемерсона навіть мав своє власне ім'я: «Гачок» (анг."The Hook"). Інший аспект, що перейшов від контрабаса, це використання відкритих струн, техніка, що довгий час використовувалась джазовими музикантами, та яка надавала їхньому звучанню більшої плавності.
Підсилювач Джемерсона при виступах у клубах був Ampeg B-15; у більших приміщеннях він використовував синій Naugahyde Kustom із парою динаміків 15". На обох низькі частоти було встановлено на максимум, та високі частоти встановлено посередині. На більшості його студійних записів, його бас гітара була підключена напряму до мікешерного пульту, разом із гітарами Еді Вілліса (анг.Eddie Willis), Роберта Вайта (анг.Robert White) та Джо Мессіна (анг.Joe Messina). Він робив налаштування так, щоб його звук був трохи перевантажений та мав невелику лампову компресію.

## Вибрані хіти, на яких грав Джеймс Джемерсон[3]
My Girl — Temptations
Bernadette — 4 Tops
Ain't That Peculiar — Marvin Gaye
Ooh Baby Baby — The Miracles
To Many Fish In The Sea — The Marvelettes
Uptight (Everything Is Alright) — Stevie Wonder
Heat Wave (контрабас) — Martha & The Vandellas
This Old Heart Of Mine — Isley Brothers
I Heard It Through The Grapevine (2 записи) — Marvin Gaye, Gladys Knight & Pips
Where Did Our Love Go (контрабас) — Diana Ross/Supremes
Since I Lost My Baby — Temptations
For Once In My Life — Stevie Wonder
My Guy (контрабас) — Mary Wells
Your Precious Love — Marvin Gaye/Tammy Terrell
You've Really Got A Hold On Me — The Miracles
Love Child — Diana Ross/Supremes
I Guess I'll Always Love you — The Isley Brothers
Dancing In The Street — Martha & The Vandellas
Don't Mess With Bill — The Marvelettes
What's Going On — Marvin Gaye
Standing In The Shadows Of Love — 4 Tops
Mickey's Monkey (контрабас) — The Miracles
Cloud Nine — Temptations
Nothing's To Good For My Baby — Temptations
My Baby Loves Me — Martha & The Vandellas
You Keep Me Hanging On — Diana Ross/Supremes
You Beat Me To The Punch — Mary Wells
Little Darling (I Need You) — 4 Tops
I'm Ready For Love — Martha & The Vandellas
The Way You Do The Things You Do — Temptations
I Can't Help Myself — 4 Tops
Roadrunner — Jr. Walker & The All-Stars
You're All I Need To Get By — Temptations
You Can't Hurry Love — Diana Ross/Supremes
Shop Around — The Miracles
Ain't To Proud To Beg — Temptations
My Cherie Amour — Stevie Wonder
It's The Same Old Song — 4 Tops
How Sweet It Is — Marvin Gaye
Take Me In Your Arms (And Rock Me A Little While) — Brenda Holloway
Ain't No Mountain High Enough (2 записи) — Marvin Gaye/Tammy Terrell, Diana Ross/Supremes
My Baby Must Be A Magician — The Marvelettes
Love Is Like An Itching In My Heart — Diana Ross/Supremes
Beauty Is Only Skin Deep — Temptations
Ask The Lonely — 4 Tops
Going To A Go-Go — The Miracles
I was Made To Love Her — Stevie Wonder
Hitch Hike — Marvin Gaye
I Second That Emotion — The Miracles
Please Mr. Postman — The Marvelettes
Jimmy Mack (контрабас) — Martha & The Vandellas
I Hear A Symphony — Diana Ross/Supremes
Shake Me, Wake Me (When It's Over) — 4 Tops
I'm Gonna Make You Love Me — Temptations
Get Ready — Temptations
The Hunter Gets Captured By The Game — The Marvelettes
Stop! In The Name Of Love — Diana Ross/Supremes
That's What Love Is Made Of — The Miracles
Nowhere To Run — Martha & The Vandellas
Seven Rooms Of Gloom — 4 Tops
Pride & Joy — Marvin Gaye
(I Know) I'm Losing You — Temptations
Two Lovers — Mary Wells
I'll Turn To Stone — 4 Tops
Come See About Me — Diana Ross/Supremes
Stubborn Kind Of Fellow — Marvin Gaye
How Long Has That Evening Train Been Gone — Diana Ross/Supremes
If I Were your Woman — Gladys Knight & The Pips
My World Is Empty Without You — Diana Ross/Supremes
The Tracks Of My Tears — The Miracles
I'm Wondering — Stevie Wonder
Can I Get A Witness — Marvin Gaye
The Girls Alright With Me — Temptations
Shoo Be Doo Be Doo Da Day — Stevie Wonder
Reflections — Diana Ross/Supremes
What Becomes Of The Broken Hearted — Jimmy Ruffin
Baby I Need Your Loving — 4 Tops
Quicksand… — Martha & The Vandellas
Reach Out… I'll Be There — 4 Tops
You Beat Me To The Punch — Mary Wells
The Bells — The Originals
Shotgun — Jr. Walker & The All-Stars
Fingertips (pt2)- Stevie Wonder
Hey Girl — Stevie Wonder
What Are You Gonna Do When I'm Gone (контрабас) — Kim Weston
Still Water Runs Deep — 4 Tops
All in the Game — 4 Tops
My Baby — Temptations
The One Who Really Loves You (контрабас) — Mary Wells
This Old Heart Of Mine — Isley Brothers
My Whole World Ended (The Moment You Left) — David Ruffin
It Takes Two (контрабас) — Marvin Gaye/Tammy Terrell
Honey Chile — Martha & the Vandellas
To Busy Thinking About My Baby — Marvin Gaye
When Your Young And In Love — Marvelettes
Ain't Nothing Like The Real Thing — Marvin Gaye/Tammy Terrell
Still Waters Run Deep — Four Tops
If I Were Your Woman — Gladys Knight & the Pips
I Want You Back — Jackson 5
It's Growing — The Temptations
Agent Double O Soul — Edwin Starr
I Can't Get Next To You — Temptations
I want A Love I can Feel — Temptations
My Cherie Amour — Stevie Wonder
Darling Dear — Jackson 5
Reach Out And Touch (Somody's Hand) — Diana Ross

## Список Літератури
- Taylor, Harold Keith, The Motown Music Machine. Jadmeg Music Publishing, 2004
- Andr, Motown Bass Classics. Hal Leonard Corporation, 1998
- Posner, Gerald, Motown: Music, Money, Sex, and Power. Random House, 2005
- Rubin, Dave, Motown Bass (Bass Signature Licks). Hal Leonard Corporation, 2000